# Dhobaura
Dhobaura är ett underdistrikt i Bangladesh. Det ligger i den norra delen av landet, 160 km norr om huvudstaden Dhaka.
Trakten runt Dhobaura består till största delen av jordbruksmark. Runt Dhobaura är det tätbefolkat, med 636 invånare per kvadratkilometer.